# Paphinia grandiflora
Paphinia grandiflora là một loài lan bản địa của Brasil.
Việc phân loại loài lan này đã được xuất bản bởi João Barbosa Rodrigues trong Genera et Species Orchidearum Novarum quas Collecit, Descripsit et Iconibus Illustravit. Sebastianopolis, Two volumes: Vol. 1, 1877; Vol. 2, 1882 (although pages 1–136 may have been published năm 1881). Paphinia grandiflora là loài bản địa của Brazil.

## Hình ảnh

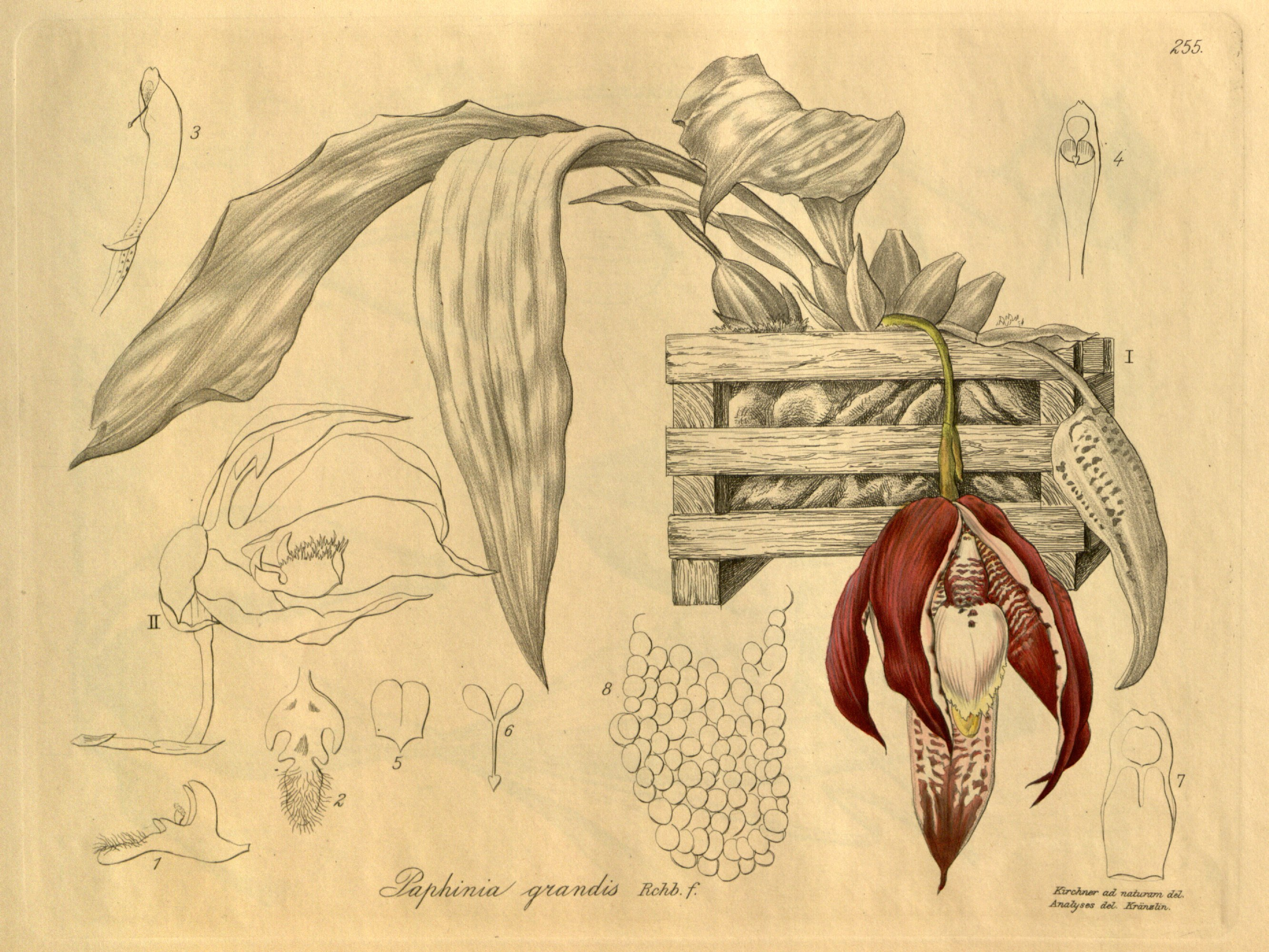